# Mostaccino

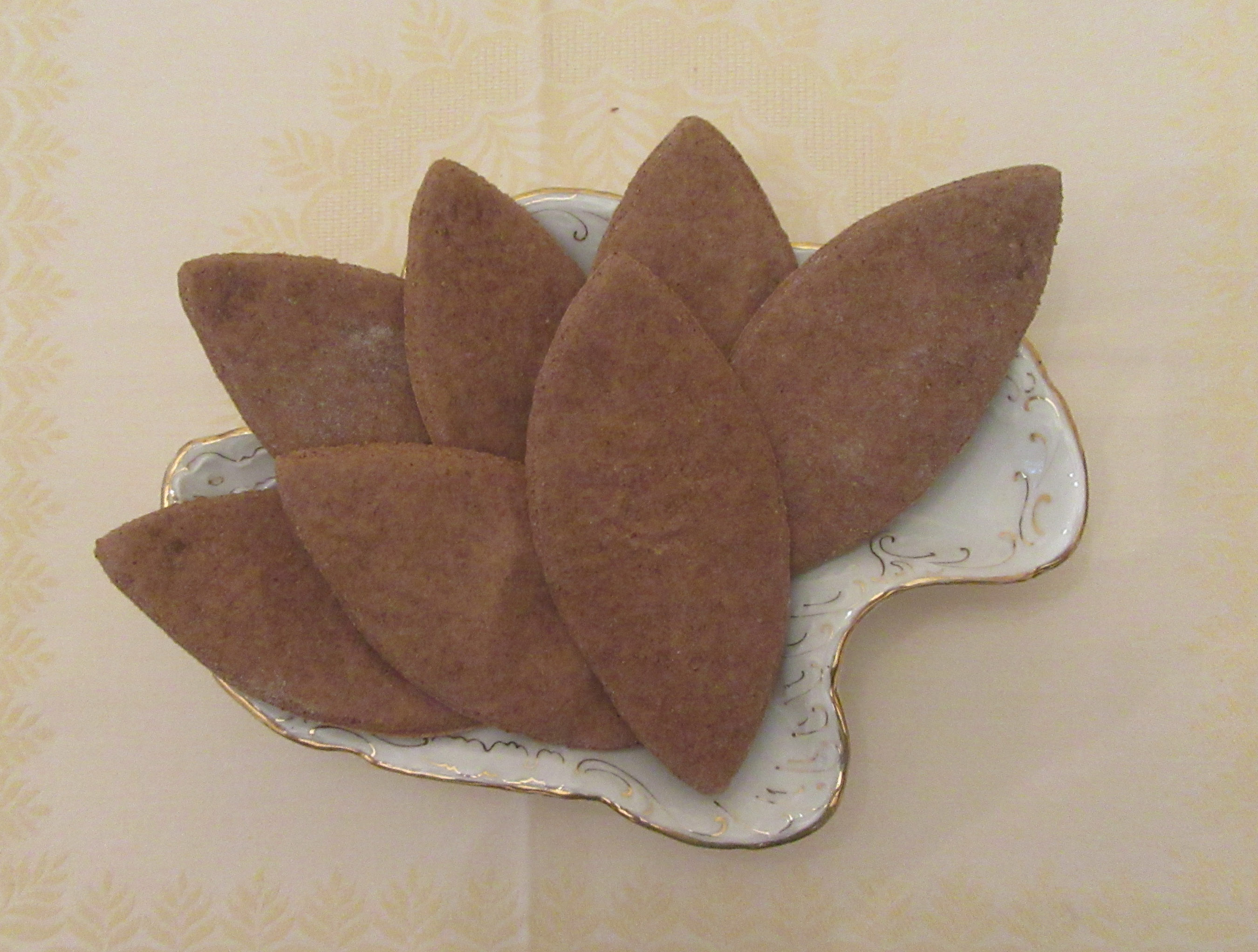
Mustasì

Mostaccino (auch Mustasì im Dialekt von Crema) ist ein süßes Gebäck aus Italien. Es ist eine Spezialität der lombardischen Stadt Crema und deren näherer Umgebung (Provinz Cremona). Mostaccino ist vor allem ein traditioneller Keks. Heute wird es auch als Dessert mit Weißwein konsumiert.

## Zutaten und Zubereitung
Mostaccino wird hauptsächlich bei der Zubereitung der Füllung von Tortelli Cremaschi verwendet und umfasst unter anderem Muskatnuss, Zimt, Nelke, Muskatblüte, Koriander, Sternanis, schwarzen Pfeffer und Kakao.
Dieser würzige Keks war bereits in der Küche des 17. Jahrhunderts bekannt. Einst in der Lombardei verbreitet, ist er heute nur noch in der Stadt Crema und Umgebung zu finden.

## Bibliografie
- Alberto Naponi: La poesia è un risotto all’acciuga. Il mio viaggio nelle meraviglie della cucina e della vita. RCS MediaGroup, 2014, ISBN 978-88-586-7327-0.
- Vinvenzo De Cesare: Tradizione alimentare e territorio: l’esempio del cremasco. Universität Mailand, graduation these, 2007.